# Michael Jackson's Moonwalker (videogioco 1990 console)
Michael Jackson's Moonwalker è un videogioco creato nel 1990 da SEGA per Sega Mega Drive e Sega Master System, ispirato al film Moonwalker. La versione Mega Drive venne pubblicata anche per il sistema arcade Mega-Tech della SEGA. 
Non va tuttavia confusa con il Michael Jackson's Moonwalker pubblicato direttamente come arcade e piuttosto differente nella meccanica di gioco, né con Moonwalker pubblicato l'anno precedente per computer.

## Modalità di gioco
Il gioco si compone di quattro differenti livelli. Il primo è una sorta di labirinto a più piani sulla musica di Speed Demon e nel quale bisogna collezionare vari oggetti con premio finale la moto.
Il gioco utilizza versioni sintetizzate di canzoni quali Beat It, Smooth Criminal, Bad e Thriller